# Зубра (село)
Зу́бра — село в Україні, у Львівському районі Львівської області, розташоване на річці Зубра. Межує із південною частиною обласного центру, а відстань до центру Львова становить 12 км. Від 2018 року село Зубра входить до складу Солонківської сільської громади.
На півночі та заході межує з Сихівським районом міста Львова; а також з селами: на півдні — Кротошин і Жирівка та на сході — Горішній та Пасіки-Зубрицькі.
Через Зубру проходить міжнародний автошлях М06 Київ — Чоп, що ділить село навпіл.

## Населення
За даними всеукраїнського перепису населення 2001 року в селі мешкало 2 491 особа. Станом на 2021 рік населення села складало 4046 осіб.
Мовний склад був наступним:
| Мова       | Число ос. | Відсоток |
| ---------- | --------- | -------- |
| українська | 2 459     | 98,72    |
| польська   | 23        | 0,92     |
| російська  | 8         | 0,32     |
| інші мови  | 1         | 0,04     |

## Топоніми
Дослідники вважають, що в долину річки, яка має таку саму назву, у давнину сходилися на водопій потужні лісові зубри, що дали назву річці й селу. Про походження назви Зубра в «Географічному словнику Королівства Польського» 1895 року говориться, що село виникло в пущах, де водилися зубри. Трохи видозмінив версію походження назви села сучасний історик Василь Лаба, який відзначає, що в «Галицько-Волинському літописі» (1219) говориться, що «князь Мстислав стояв на Зубрі», і тисяцький Дмитро під натиском польсько-угорського війська відступив до неї. Тобто, Зубра згадується як оборонний рубіж, яким цілком реально могла бути річка.
Від назви села пішла назва зубрицької культури.
Урбаноніми
У Містках нараховується 17 вулиць:
- Бандери
- Богуна
- Гонти
- Дорошенка
- Залізняка
- Кривоноса
- Лесі Українки
- Лісна
- Мазепи
- Підлісна
- Сагайдачного
- Сковороди
- Стуса
- Франка
- Хмельницького
- Шевченка
- Шкільна

## Історія
Рання згадка про Зубру сягає XIV століття, коли поселення було власністю боярина Гліба Дядковича. Також село згадується у 1407 році: тоді 27 жовтня, перебуваючи в Медиці, польський король Ягайло за вірну службу подарував дідичним правом Янові з Берави (може, гербу Стріла) і його спадкоємцям с. Зубру Львівського повіту, але з умовою, щоб він оселився в ньому на постійно і з'являвся на кожен військовий похід з одним воїном зі списом і двома стрільцями. Вже за рік Владислав II, на прохання Яна з Зубри, переводить село з польського на німецьке право.
1630 року в селі заснована перша школа, що тоді утримувалася за рахунок костелу та сільської громади, друга школа була заснована у 1790 році.
У 1900 році в Зубрі мешкало 1198 осіб.
Після другої світової війни склад населення села змінився. Поляків репатріювали до Польщі, натомість до села прибули українці, яких під час операції «Вісла» було насильно виселено з Надсяння, Посяння, Підляшшя та Холмщини (с. Радруж, Дев'ятир, Верхрата, Горинець і Сянік).

## Пам'ятки
- Костел Архистратига Михаїла, збудований 1833 році та діяв до 1939 року. Наприкінці 1940-х років колишній костел переосвячено на честь Преподобної Параскеви Тарнавської. У наш час проведено повну реконструкцію храму, 30 жовтня 2016 року оновлений храм був освячений архиєпископом і митрополитом Львівським УГКЦ Владикою Ігорем Возьняком.[9] Адміністратором храму є отець Олег Пігій[10]. 15 квітня 2018 року Високопреосвященний владика Ігор з душпастирським візитом відвідав Храм преподобної Параскевії, де звершив Архиєрейську Божественну Літургію, по завершенні якої освятив три бічні Кіоти з копіями чудотворних ікон Матері Божої: Унівської, Крехівської та Зарваницької. Освячення цих Кіотів з іконами Богородиці є завершенням чотирирічної реставрації та оздоблення Храму, яку розпочали 2014 року[11].
- Церква Святого князя Володимира Великого - великий п'ятикупольний православний храм, збудований 1991 року та належить ПЦУ.[12] Настоятелем храму є отець Ігор Цимбала.[13]
- Храм Стрітення Господнього (ПЦУ).
- 1848 року на честь скасування панщини у двох місцях в селі було висаджено по чотири липи, три з них ростуть й донині.
- Пам'ятник Богданові Хмельницькому встановлено у 1954 р. Монумент перебуває в аварійному стані.
- Пам'ятник молодому Шевченкові, відкритий у 2012 році (скульптор — Любомир Кукіль).[14]

## Відомі люди
Народилися
- Тарас Гамарник — український футболіст.
- Богдан Дубневич — західноукраїнський олігарх, президент БО «Фонд Братів Дубневичів», народний депутат України VIII скликання.
- Ярослав Дубневич — народний депутат України VII та VIII скликань, Голова комітету ВР України з питань транспорту.
- Тарас Романишин

## Освіта
29 жовтня 2017 року в Зубрі відкрито сучасний дитячий садочок «Дубочок», розрахований на 150 місць. В дошкільній установі для дітей облаштовано яскраві ігрові та спальні кімнати, оснащено спортзал, актова зала та комп'ютерний клас.

## Підприємництво
У селі мають головні офіси аграрне підприємство ТзОВ АПП «Львівське», що займається рослинництвом та технічними культурами, а також ТзОВ «Корпорація КРТ», що спеціалізується на виробах зі сталі.

## Галерея

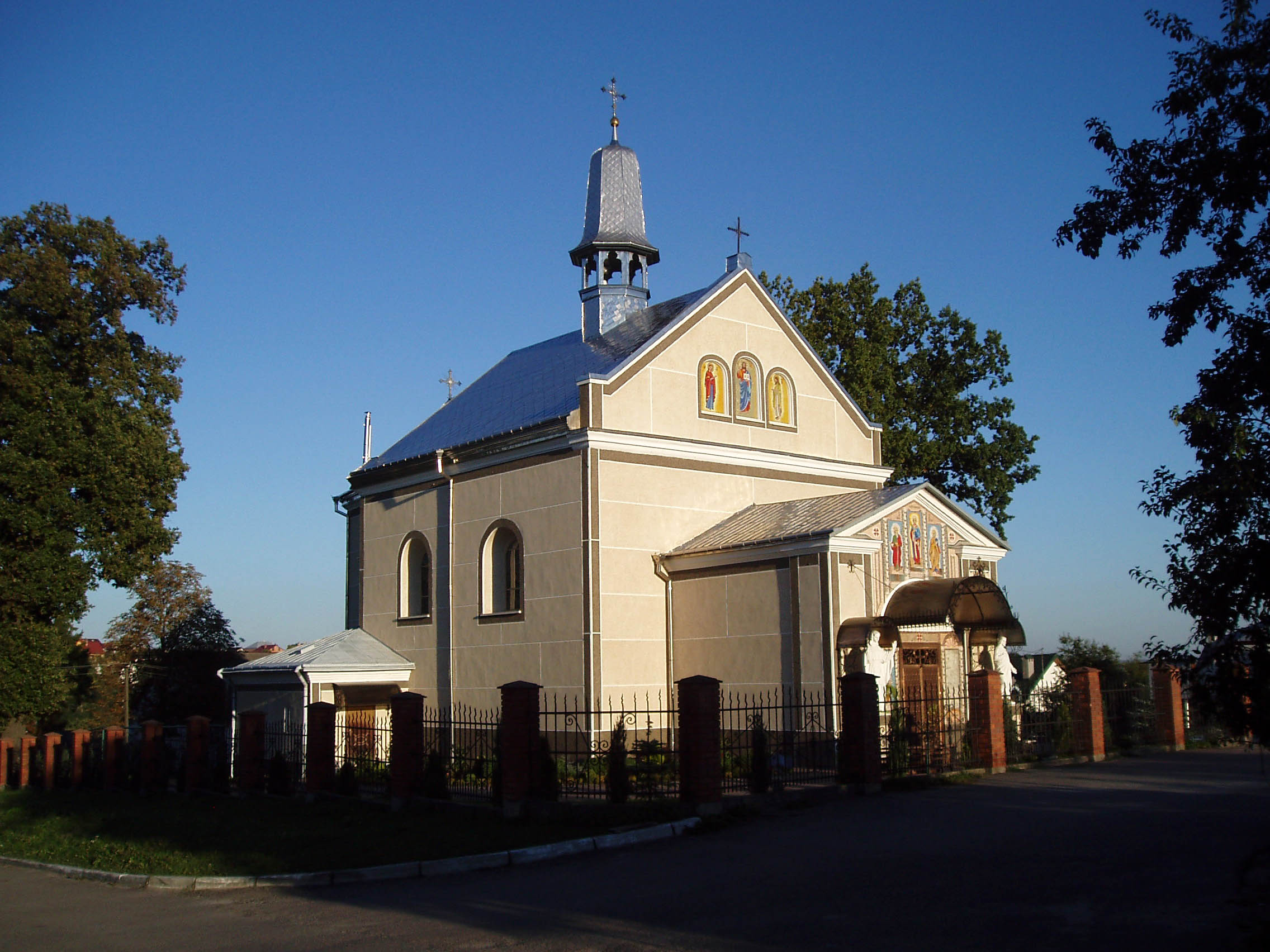
Церква Святої великомучениці Параскевії
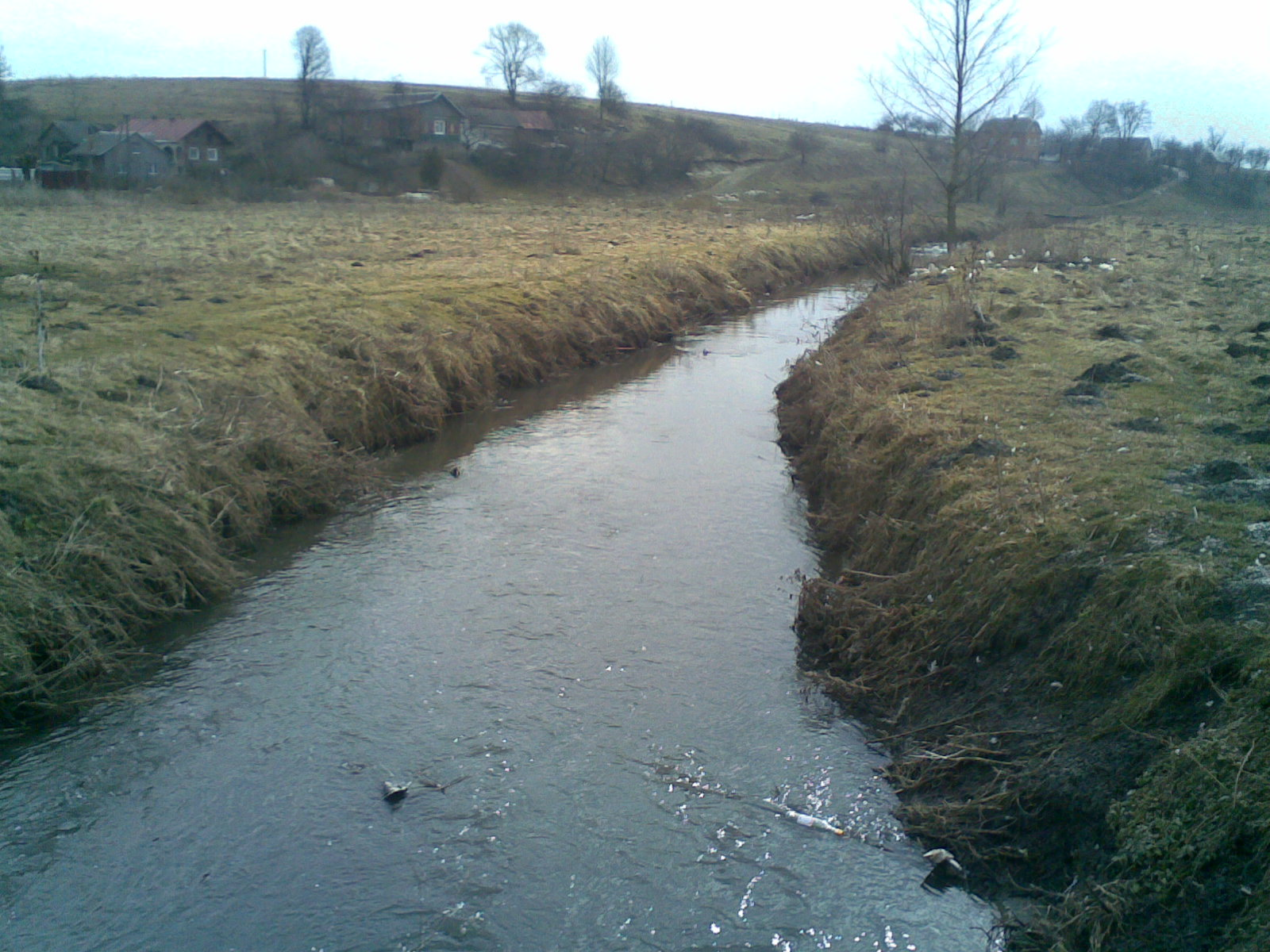
Річка Зубра біля села
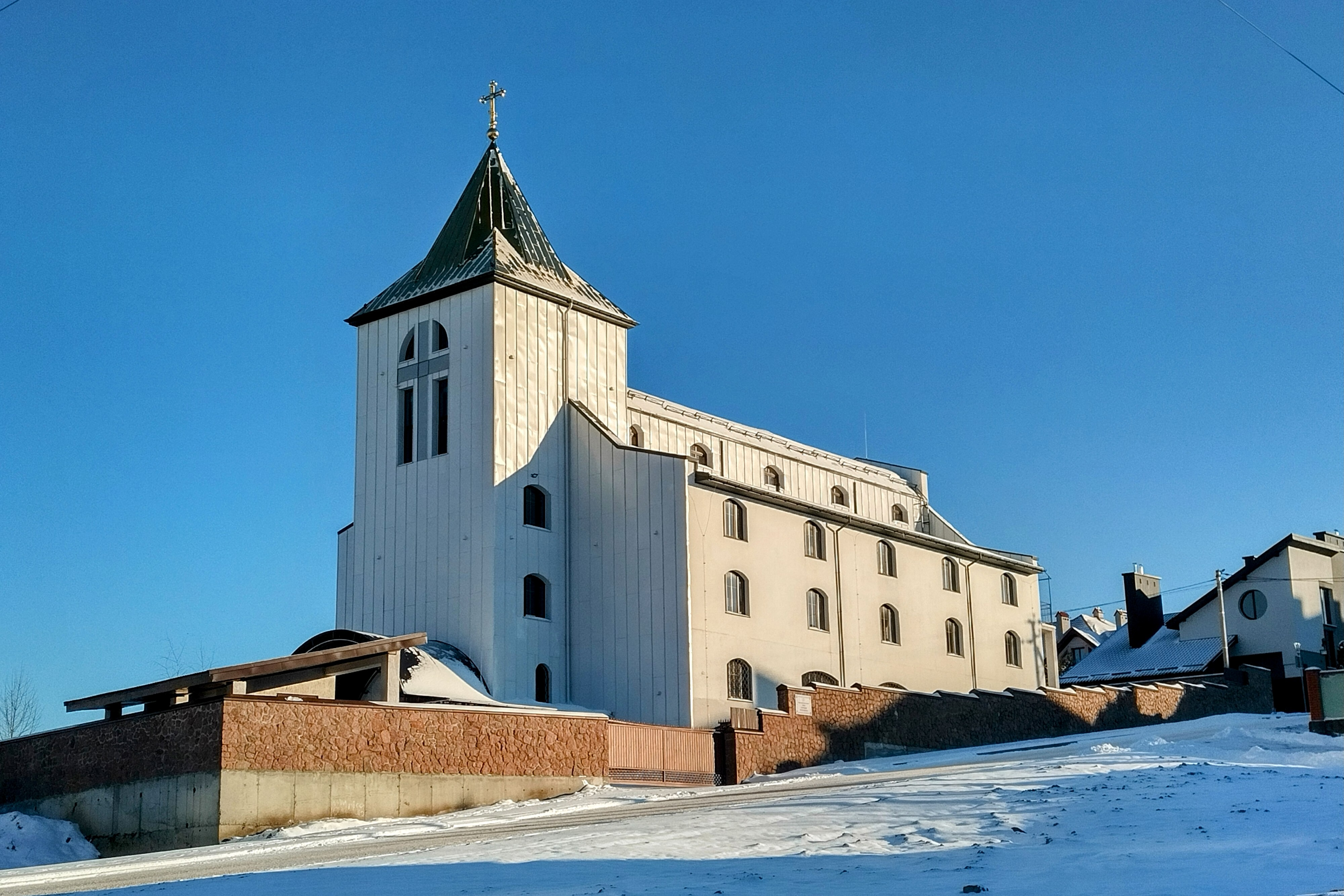
Храм Стрітення Господнього
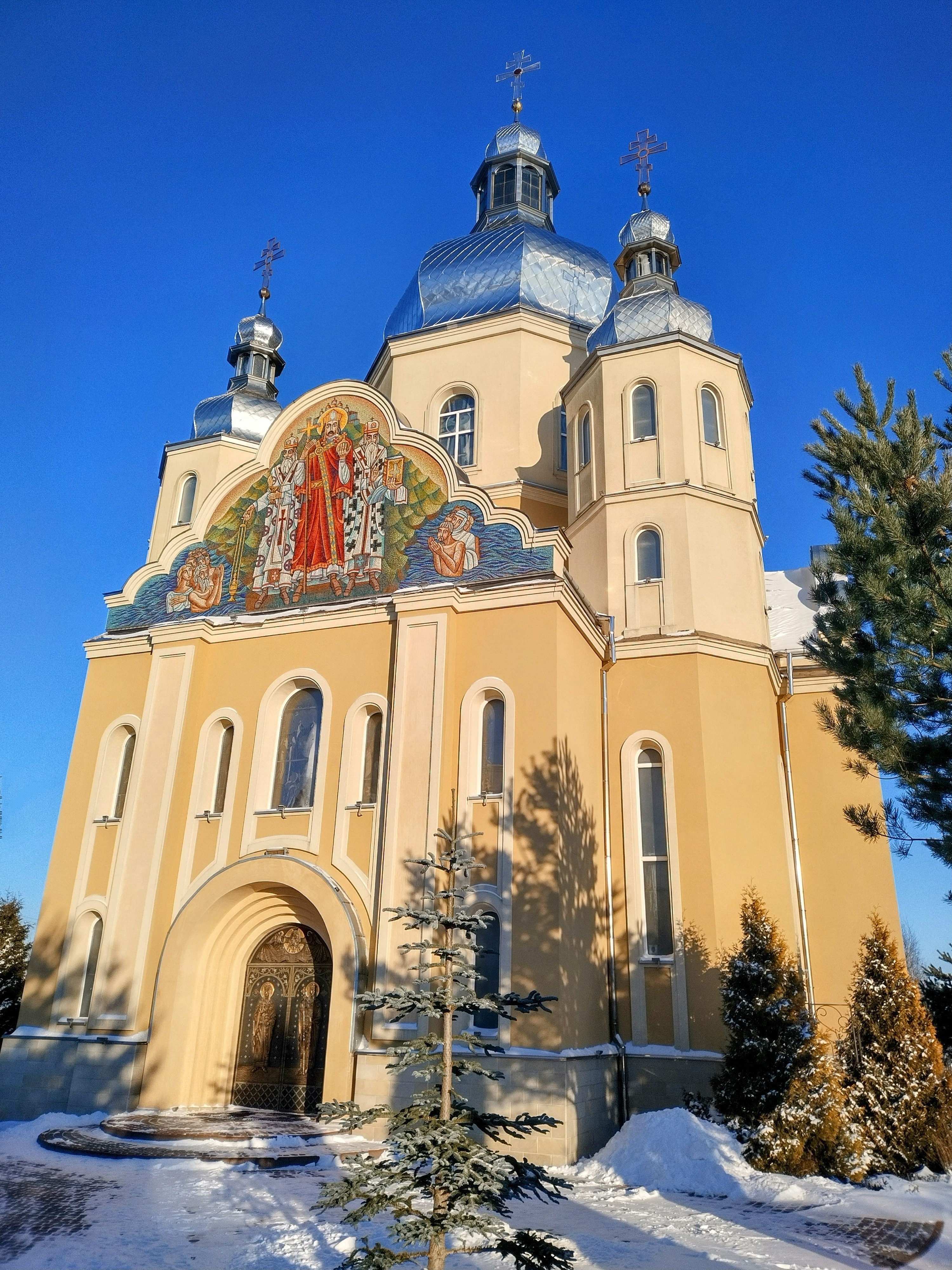
Храм Святого князя Володимира Великого
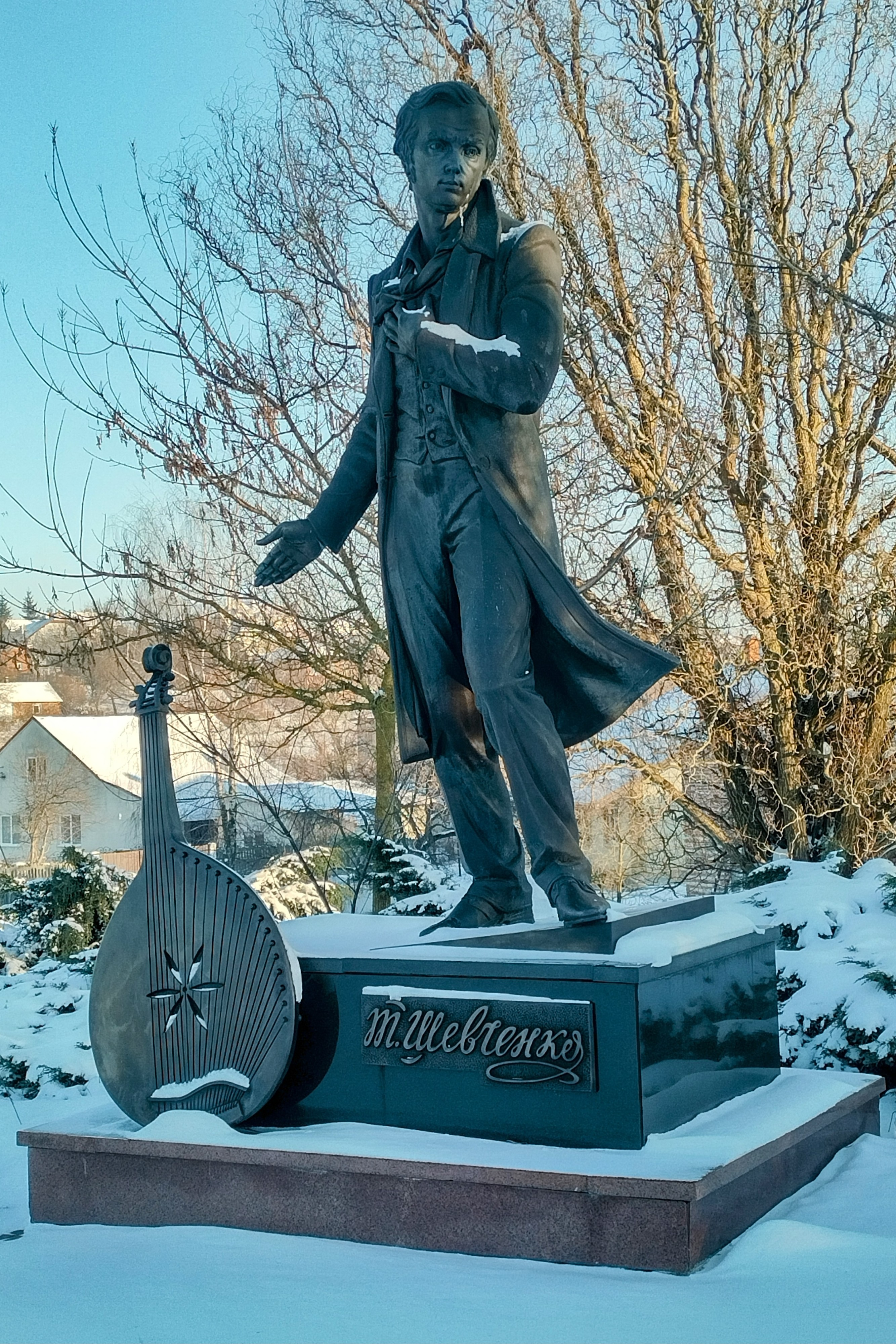
Пам'ятник Тарасу Шевченку
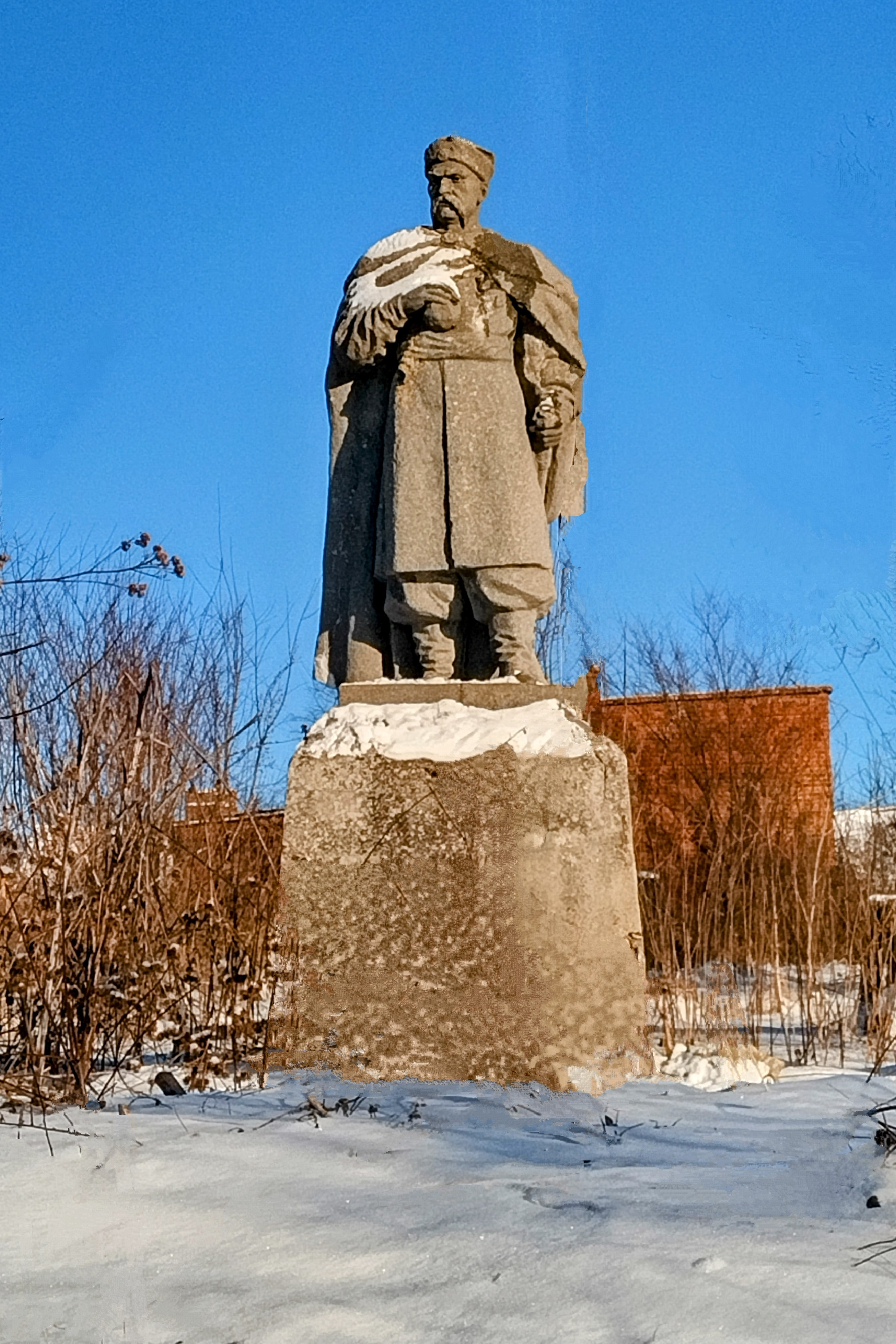
Пам'ятник Богдану Хмельницькому